# Carnitin-Acylcarnitin-Transporter
Der Carnitin-Acylcarnitin-Transporter (CACT) ist dasjenige Protein, das den gegenläufigen Transport von L-Carnitin aus dem, beziehungsweise Acylcarnitin in das Mitochondrium katalysiert. Diese Reaktion ist Teil des Fettstoffwechsels und damit kann die Verbrennung (β-Oxidation) der transportierten Fettsäuren in der mitochondrialen Matrix beginnen. Es handelt sich um einen Transporter aus der Klasse der mitochondrialen Carrier. Mutationen im SLC25A20-Gen können (seltenen) CACT-Mangel hervorrufen, der in schweren Fällen bereits kurz nach der Geburt tödlich ist.
Die Transportgleichung lautet:
Acylcarnitinaußen + Carnitininnen = Acylcarnitininnen + Carnitinaußen
Es handelt sich also um einen Antiport.